# Randy Hansen

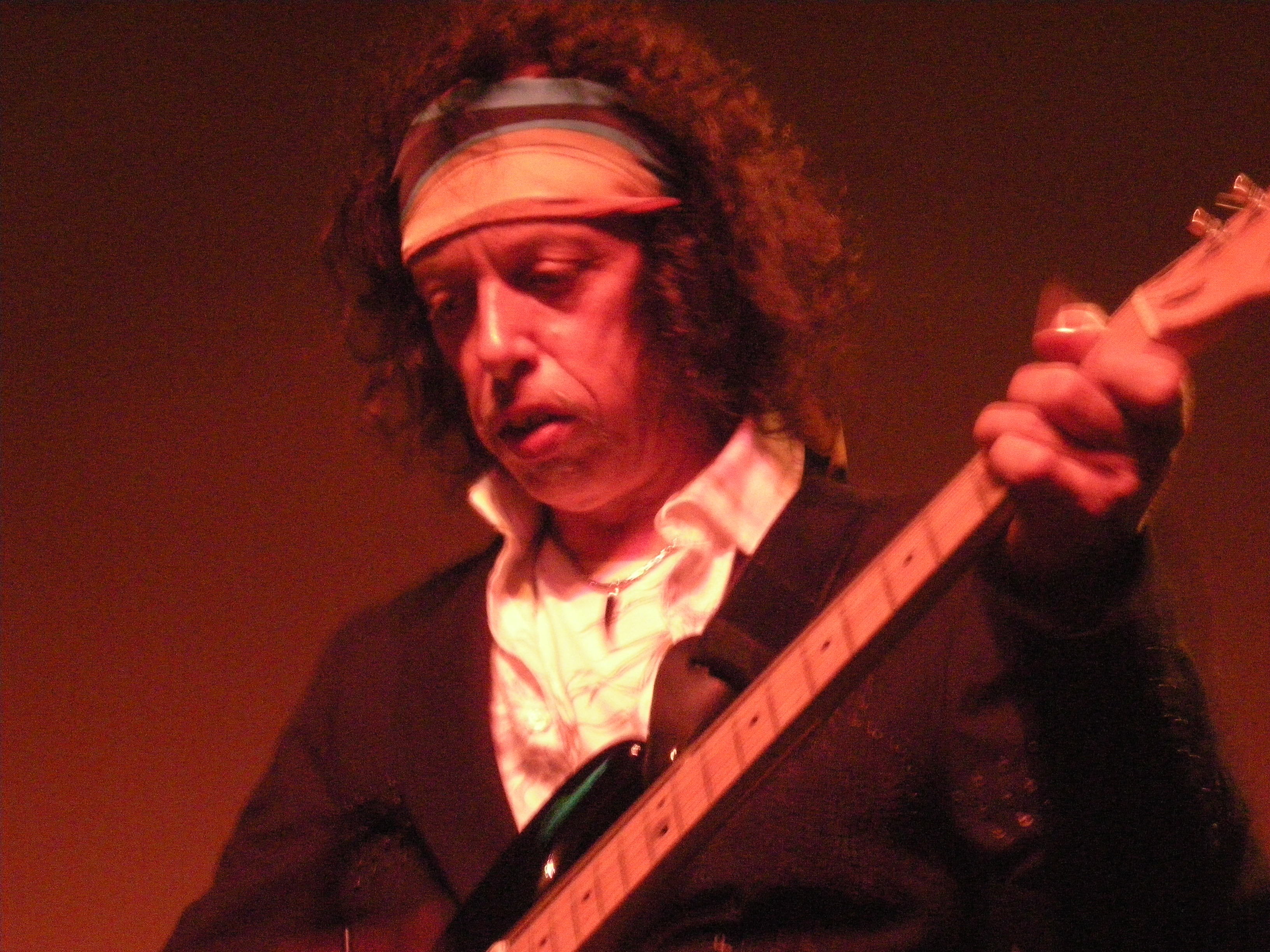
Randy Hansen (2008)

Randy Hansen (* 8. Dezember 1954 in Seattle, Washington) ist ein US-amerikanischer Musiker. Der Gitarrist ist bekannt für seine Interpretationen von Jimi Hendrix’ Musik.

## Karriere
Hansen spielte in den frühen 1980er-Jahren unter anderem mit den Original-Musikern der Jimi Hendrix Experience (bis zum Tode von Noel Redding und Mitch Mitchell) und mit Buddy Miles, dem 2008 verstorbenen Schlagzeuger von Hendrix’ Band of Gypsys.
Sein Line-up besteht – wenn er in Europa auftritt – aus Ufo Walter (früher zeitweise Horst Stachelhaus) am Bass und Manni von Bohr am Schlagzeug. Bei Auftritten in den USA kann die Besetzung auch abweichen. 
Besonders in Deutschland und Europa hat Hansen viele Fans. Seine Shows in Clubs und auf Festivals sind regelmäßig ausverkauft. Hansen verfügt über eine starke Bühnenpräsenz. So bezieht er das Publikum in seine Show mit ein, indem er bspw. die Gitarre – wie Jimi Hendrix – mit den Zähnen und hinter dem Rücken spielt.

## Filmmusik
Der Regisseur Francis Ford Coppola verwendete einige Sounds und Riffs von Hansen als Soundtrack für das Kriegs-Epos Apocalypse Now.

## Veröffentlichungen
Von Randy Hansen sind folgende Werke als CD erhältlich:
- Alter Ego – 1983
- Tribute To Jimi Hendrix (Classics live) – 1992, Ananaz Records
- Tower Of Love – 2000
- Old Dogs New Tricks – 2000, Green Tree (Megaphon Music)
- Hendrix By Hansen – 2000, Green Tree (Megaphon Music)
- Good intentions – 2004, Point music
- Live in Europe – 2008

Hansen veröffentlichte bei Capitol Records unter dem Titel Randy Hansen eine Hörkassette, die nur als UK-Import erhältlich ist, sowie mehrere DVDs unter dem Titel Randy Hansen Band. Hansen ist auch auf dem Soundtrack des Films Apocalypse Now vertreten.